# Haizi (socken i Kina, Sichuan)
Haizi (kinesiska: 海子乡, 海子) är en socken i Kina. Den ligger i provinsen Sichuan, i den sydvästra delen av landet, omkring 410 kilometer söder om provinshuvudstaden Chengdu. Antalet invånare är 4 554. Befolkningen består av 2 210 kvinnor och 2 344 män. Barn under 15 år utgör 32 %, vuxna 15-64 år 62 %, och äldre över 65 år 5,0 %.
Genomsnittlig årsnederbörd är 1 211 millimeter. Den regnigaste månaden är juli, med i genomsnitt 275 mm nederbörd, och den torraste är januari, med 5 mm nederbörd.